# Boleophthalmus boddarti
Espèce
Statut de conservation UICN

 LC  : Préoccupation mineure
Boleophthalmus boddarti est une espèce de gobies (famille des Gobiidae), de la sous-famille des Oxudercinae et du genre Boleophthalmus.

## Répartition
Boleophthalmus boddarti se rencontre en Asie tropicale. Il est présent des côtes de l'ouest de l'Inde jusqu'à celles des Moluques du Nord en Indonésie. Il a également été observé dans le golfe persique.

## Habitat
L'espèce Boleophthalmus boddarti vit typiquement dans des zones ouvertes et non végétalisées des zones intertidales inférieures des estuaires et des mangroves.

## Description

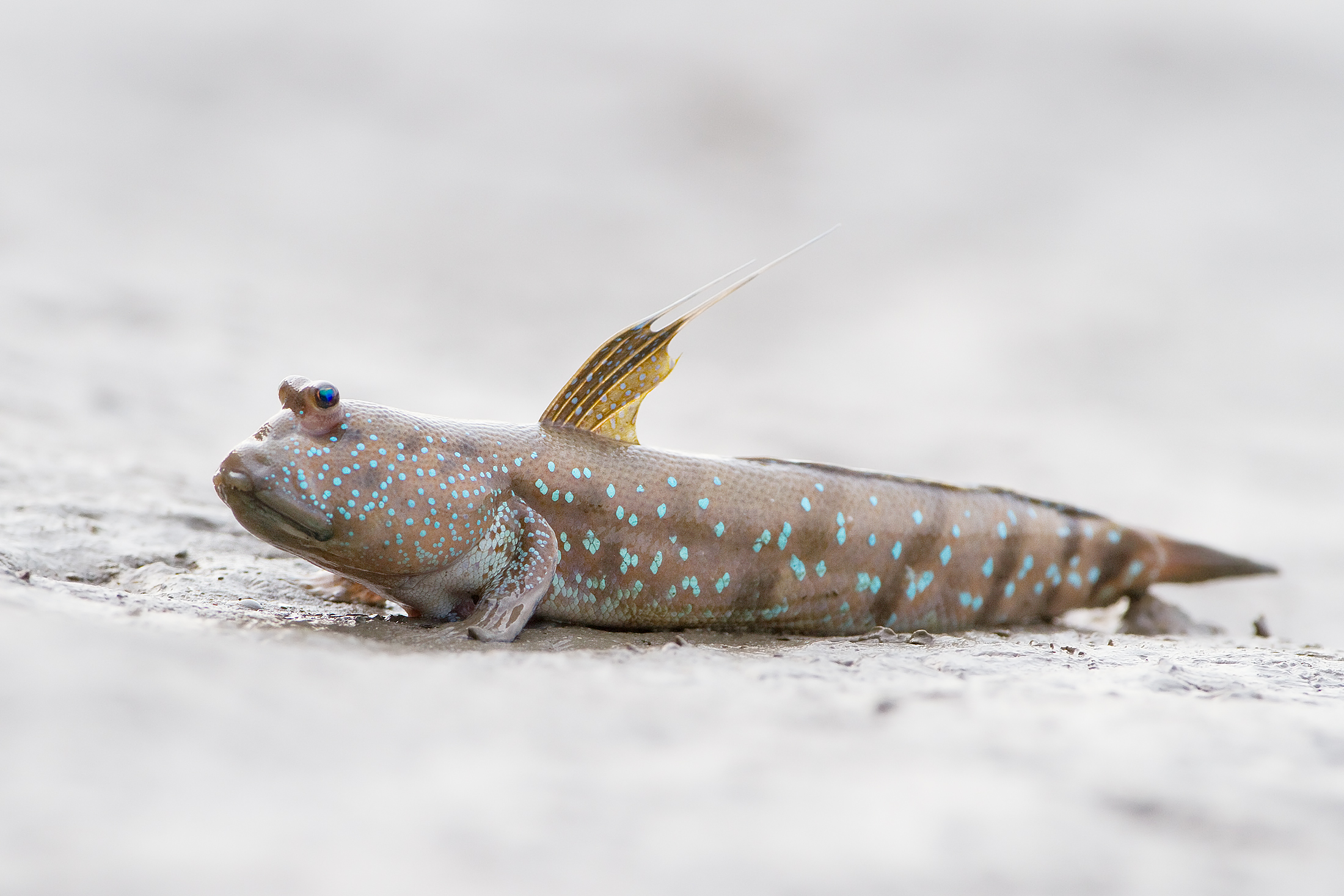
Boleophthalmus boddarti

Boleophthalmus boddarti peut mesurer jusqu'à 22 cm.
Le genre Boleophthalmus est caractérisé par la présence unique d'un cartilage rectangle antérieur aux épines pelviennes, et par une peau fortement épaissie sur la tête et la nuque. Achille Valenciennes l'avait initialement séparé du genre Periophthalmus en indiquant que si les dents du haut et du bas sont placées sur une rangée avec les dents du haut verticales chez les deux genres, Boleophthalmus a les dents du bas petites et dirigées horizontalement à l'exception de deux dents plus fortes placées au-dedans.
Le genre Boleophthalmus partage certaines caractéristiques avec le genre Periophthalmus comme la lèvre double, les yeux rapprochés et les paupières qui les enveloppent lors de la rétractation mais la tête est oblongue, les écailles petites et parfois imperceptibles, la première nageoire dorsale ne présente pas plus de 5 rayons et la nageoire pectorale n'a pas toujours la base écailleuse.

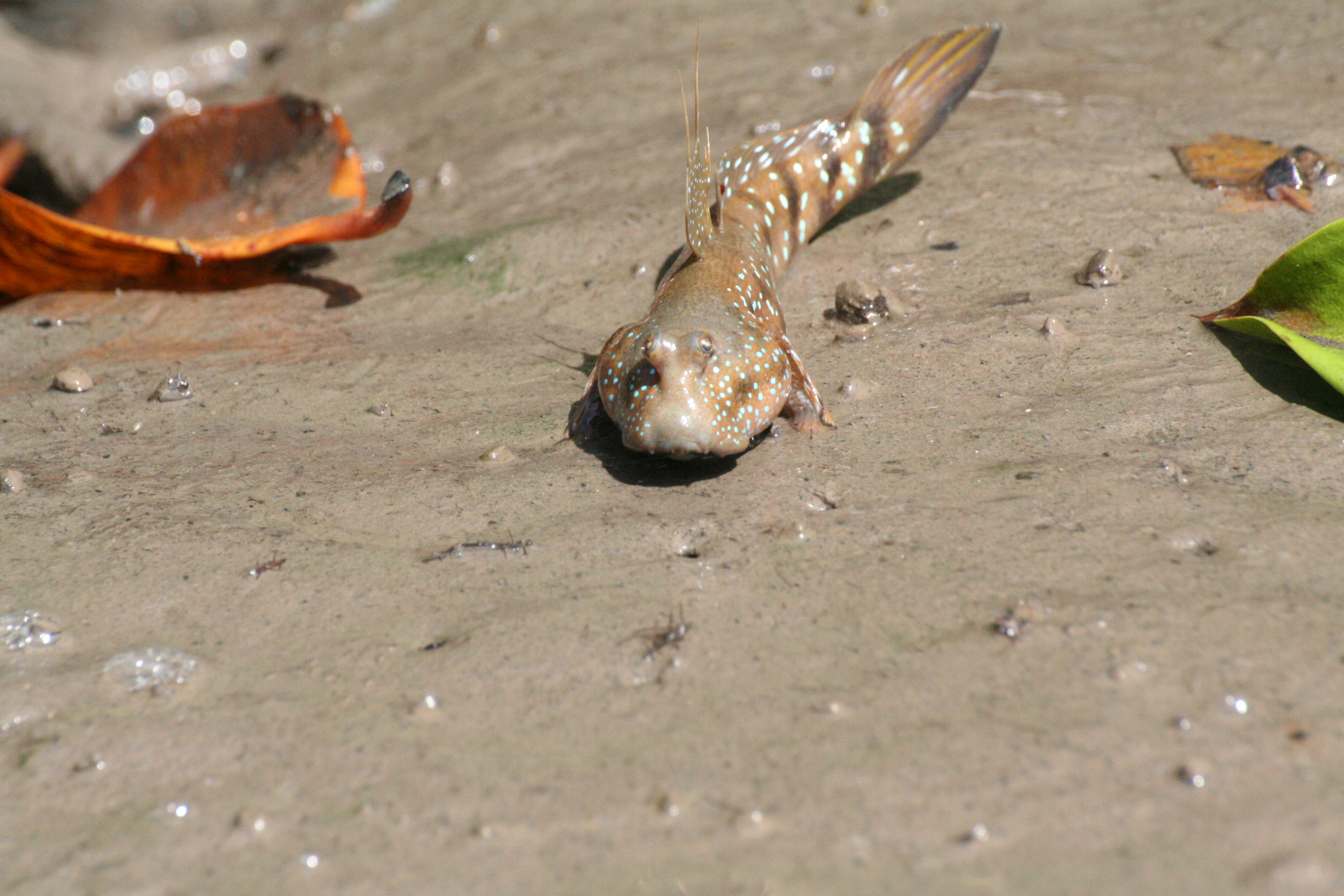
Boleophthalmus boddarti (Malaisie)

Boleophthalmus boddarti se distingue par des dents horizontales aplaties et un nombre d'écailles longitudinales inférieur à 80. La marge dorsale de la nageoire pectorale est noire et la première nageoire dorsale est jaune vif chez les spécimens plus petits. Cette espèce présente des barres sombres en forme de selle qui s'étendent sous la ligne médiane sur le tiers postérieur du corps.

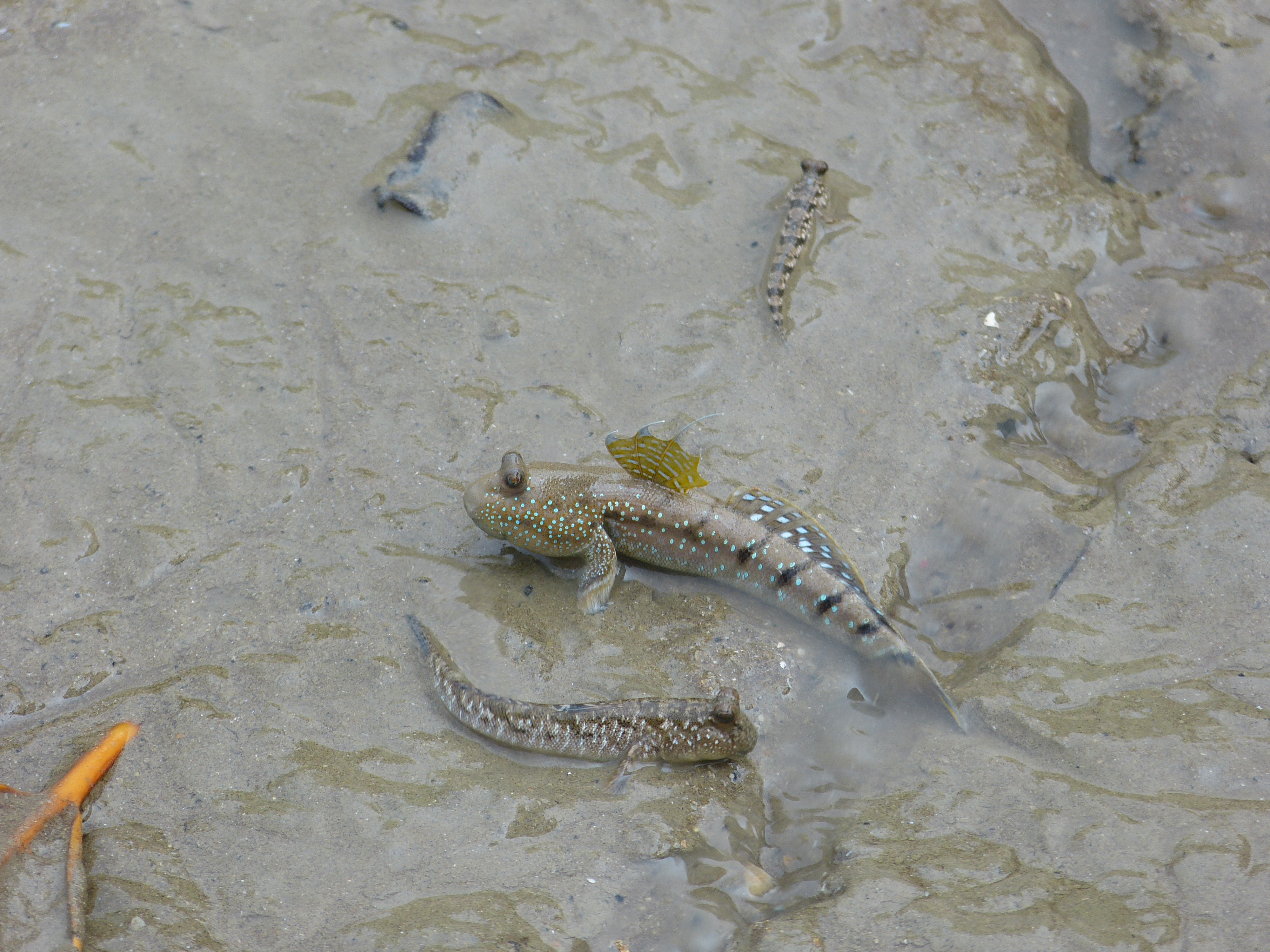
Boleophthalmus boddarti et Periophthalmus argentilineatus (Parc national de Bako, Malaisie)

Boleophthalmus boddarti est de couleur vert foncé avec 6 ou 7 taches sombres ou bandes oblongues. La tête présente des taches bleues ou brunes. La première nageoire dorsale peut présenter une tache noire entre le deuxième et le quatrième rayon. La première nageoire dorsale arbore des taches bleues et la seconde nageoire dorsale 4 rangées longitudinales irrégulières de taches bleues.

## Écologie

### Alimentation
Toutes les espèces du genre Boleophthalmus présentent un comportement d'alimentation caractéristique dans lequel la mâchoire inférieure est pressée sur le substrat humide, généralement la boue lisse intertidale, et la tête est balancée de droite à gauche raclant ainsi le bio-film du substrat avec les dents plates horizontales. Il semble que ces espèces se nourrissent principalement de diatomées épipéliques mais également de nématodes, de polychaeta, d'algues et d’œufs de poissons.

### Comportement
Boleophthalmus boddarti est un gobiidae amphibie qui construit et maintient des territoires polygonaux aux murs de boue sur les vasières où il construit des terriers. Le terrier de cette espèce comprend une à deux ouvertures marquées d'empreintes faites par ses nageoires pectorales et une à deux chambres. En général, les terriers ont une forme de «I» ou de «U» avec un à deux tunnels légèrement inclinés qui relient les chambres et quelques branches latérales en cul-de-sac. Le terrier ne présente pas de tertre à l'entrée. La structure du terrier est étroitement liée à la taille de l'animal qui l'utilise comme lieu de vie, de prédation, de refuge contre les prédateurs et pour frayer,.

## Systématique
L'espèce Boleophthalmus boddarti a été décrite par le zoologiste allemand Peter Simon Pallas en 1770 sous le protonyme Gobius boddarti et a été nommée en l'honneur du naturaliste néerlandais Pieter Boddaert,,.

### Publication originale
- Pallas, P. S. 1770. Spicilegia zoologica. Tome I, Fascicule 8: 11-13[12].

### Synonymes
- Gobius boddarti Pallas, 1770 (protonyme)[12]
- Gobius boddaerti Pallas, 1770[7] (erreur typographique)[Note 1]
- Eleotris boddarti Bloch & Schneider, 1801[5]
- Gobius striatus Bloch & Schneider, 1801[6]
- Gobius plinianus Hamilton, 1822[6]
- Boleophthalmus boddaerti (Pallas, 1770)[7] (erreur typographique)
- Boleophthalmus inornatus Blyth, 1860[6]
- Boleophthalmus sculptus Günther, 1861[6]
- Apocryptes punctatus Day, 1867[6]

## Boleophthalmus boddartiet l'Homme
Boleophthalmus boddarti est un poisson d'intérêt commercial dans certaines régions asiatiques,.
Boleophthalmus boddarti est parfois utilisé comme bio-indicateur.